# Свердловский рок-клуб
Свердловский рок-клуб – творческое объединение, существовавшее в Свердловске в 1986-1991 годах.

## Возникновение рок-музыки в Свердловске

Группа «ЧайФ» в 1988 году: Павел Устюгов, Игорь Злобин, Владимир Бегунов, Владимир Шахрин, Антон Нифантьев

История свердловской рок-музыки стартовала в начале 1961 года, когда ансамбль «Физтехи» исполнил на танцах в УПИ песню Билла Хейли «Rock Around the Clock». В 1960-х уральские подростки, услышавшие по радио песни «The Beatles», массово стали подбирать их на самодельных электрогитарах. Иногда рок-музыка звучала и со сцены, например, в ДК Эльмаша несколько лет работала на танцах группа «Эльмашевские битлы». В 1970-1971 годах в Свердловске проходили городские конкурсы гитаристов, вызывавшие ажиотаж среди молодёжи. В первой половине 1970-х практически в каждом ВУЗе Свердловска существовали группы, исполнявшие кавер-версии западных рок-хитов. Самыми известными из них были «Эврика» и «Полимер» (УПИ), «Каменный пояс» и «Биос» (УрГУ), «Вита» (СИНХ), «Машина времени» и «Студия САИ» (САИ). Постепенно в их репертуаре стали появляться песни, сочинённые самими музыкантами.
Первый концерт, полностью состоявший из композиций собственного сочинения, дала 15.04.1974 года группа «Слепой музыкант». В ней играли девятиклассники школы № 45 Александр Пантыкин и Игорь Скрипкарь. Закончив школу, они продолжили занятия музыкой и в 1977 году создали группу «Сонанс», которая в 1980-м записала первый в Свердловске магнитофонный альбом «Шагреневая кожа». 6 июня 1981 года в ДК Автомобилистов состоялся первый на Урале рок-фестиваль на приз САИ, в котором участвовало 7 коллективов. Зрители отдали победу группе «Р-Клуб» из Верхней Пышмы, а приз жюри достался «Урфин Джюс».
Свердловские рок-музыканты постоянно испытывали давление организаций, отвечавших за культуру. От групп требовали сменить названия, придирались к текстам, запрещали им выступать: с декабря 1983-го по сентябрь 1985 года в городе не прошло ни одного рок-концерта. Только 25 сентября 1985 года затяжное молчание нарушил «Чайф», давший свой первый концерт в ДК МЖК. Единственной возможностью донесения своего творчества до публики для свердловских рок-групп, число которых постоянно росло, стала самостоятельная запись магнитофонных альбомов, распространявшихся неофициально. Так поступали «Урфин Джюс», «Трек», «Наутилус» (позже – «Наутилус Помпилиус»), «Чайф», «Метро», «С-34» и другие группы, но им хотелось иметь возможность выступать перед публикой. Ситуацию смог кардинально изменить Свердловский рок-клуб.

## Деятельность Свердловского рок-клуба

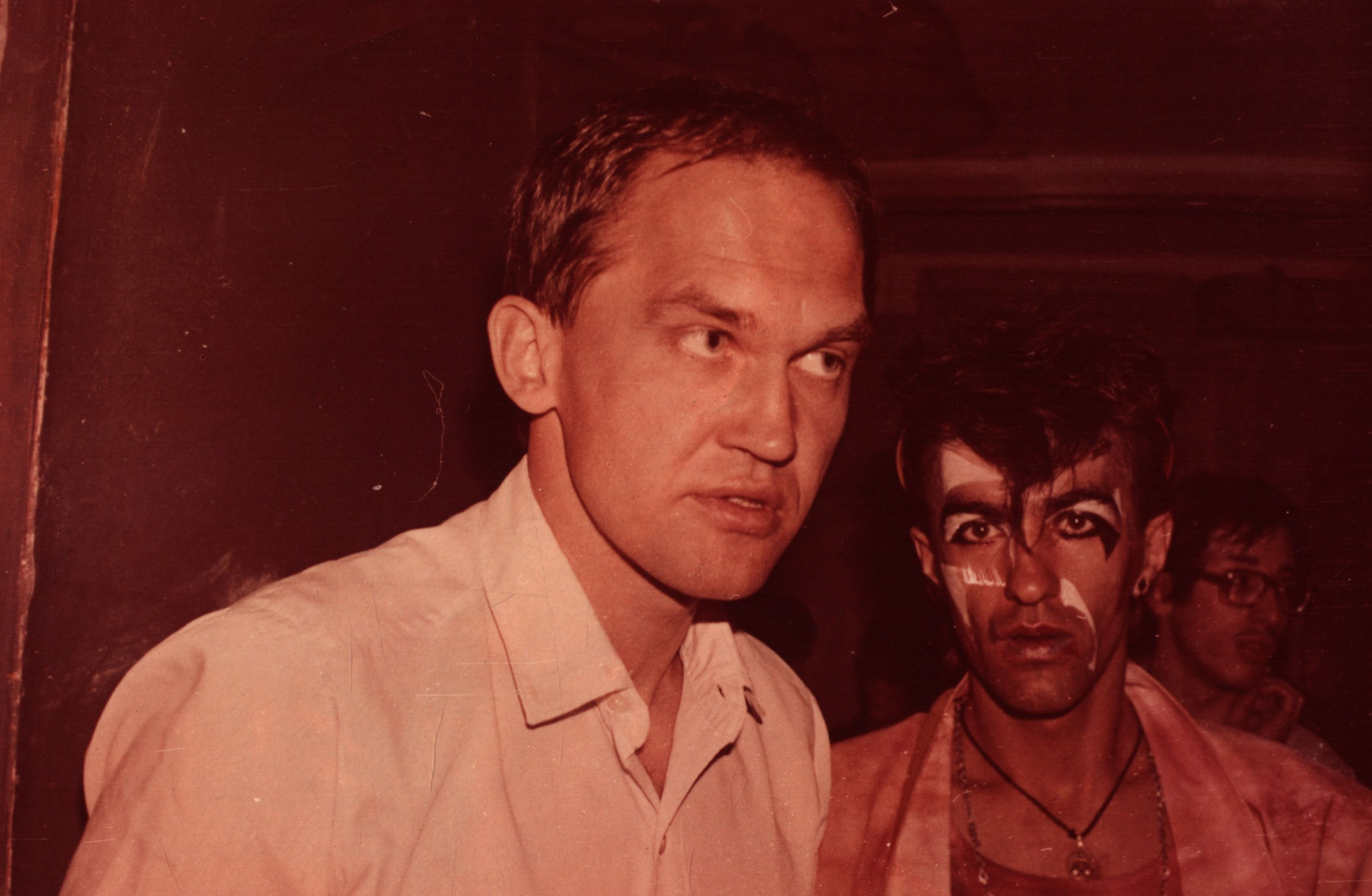
Грахов и Бутусов 1986.06.22

Необходимость создания в Свердловске структуры, объединявшей рок-музыкантов, назрела в начале 1980-х. С одной стороны, в городе существовали десятки любительских рок-групп, которые не могли выступать перед публикой, так как не имели необходимых для этого документов: аттестационного удостоверения творческого коллектива и «литовки» (цензурного разрешения) на песни. С другой стороны, организации, отвечавшие за культуру, хотели контролировать неуправляемых и подозрительных рок-музыкантов. Пример удачного решения этих проблем имелся: в Ленинграде с 1981 года действовал Ленинградский рок-клуб. Работа над созданием подобной структуры началась в Свердловске в 1984-м. Интересы музыкантов в этом процессе представляли известный в городе меломан, аспирант УПИ Николай Грахов и поэт группы «Урфин Джюс» Илья Кормильцев. Учредителями СРК стали областной комитет ВЛКСМ, областной совет профсоюзов и Управление культуры Свердловской области. Официально СРК был открыт в ДК им. Свердлова (ул. Володарского, 9.) 15 марта 1986 года. Его президентом был избран Грахов.
20-22 июня 1986 года состоялся I фестиваль СРК, официально называвшийся Творческой мастерской. В нём участвовали 20 групп: «Р-клуб», «Тайм-аут», «Встречное движение», «Икс» (пос. Верхнее Дуброво), «Чайф», «Отражение» (Свердловск-44), «Кунсткамера», «Коктейль» (Верхняя Пышма), «Настя», «Флаг», «Каталог», «Сфинкс», «Урфин Джюс», «Егор Белкин и друзья», «Апрельский марш», «Метро», «Наутилус Помпилиус», «Кабинет», «С-34», «Степ». Вне программы выступил акустический дуэт Владимира Шахрина и Михаила Перова. Лауреатами фестиваля стали «Наутилус Помпилиус», «Чайф», «Кабинет» и «Егор Белкин и друзья». По итогам фестиваля были аттестованы 11 групп, получивших возможность легальных выступлений. Помимо лауреатов творческое ядро СРК составили группы «Настя», «Апрельский марш», «Флаг», «Сфинкс», «Каталог» и «Отражение». Позже к ним присоединились «Агата Кристи» и «Группа Макса Ильина», «ВОДОПАД имени Вахтанга Кикабидзе» (Верхотурье), «Ассоциация содействия возвращению заблудшей молодёжи на стезю добродетели» и женский коллектив «Ева». С 1987 года группы СРК стали активно гастролировать по СССР, неоднократно побеждая на различных рок-фестивалях. Термин «Группа Свердловского рок-клуба» стал общепризнанным знаком качества.
29-31 мая 1987 года во Дворце культуры УЗТМ прошёл II фестиваль Свердловского рок-клуба. В нём приняли участие группы «Флаг», «Экипаж», «Отражение», «Коктейль», «Путти» (Новосибирск), «АукцЫон» (Ленинград), «Настя», «Чайф», «Сфинкс», «Телевизор» (Ленинград), «Трек», «Наутилус Помпилиус»,  Фестиваль подтвердил лидерство «Наутилуса Помпилиуса» и «Чайфа».
III фестиваль Свердловского рок-клуба прошёл 14-16 октября 1988 года во Дворце Молодёжи. В нём приняли участие «Апрельский марш», «Настя», «Чайф», «ВОДОПАД им. Вахтанга Кикабидзе», «Красный Хач», «Флаг», «Отражение», «Солярис», «Наутилус Помпилиус», «Экипаж», «Арторикс» (Каменск-Уральский), «Красный крест», «Ева», «Агата Кристи», «Кабинет». Главной сенсацией фестиваля стало выступление молодой группы «Агата Кристи».
На IV фестивале, прошедшем 13-15 октября 1989 года во Дворце молодёжи, выступили «Апрельский марш», «Сама по себе», «Чайф»,  «ВОДОПАД им. Вахтанга Кикабидзе», Александр Холкин, «Группа Макса Ильина», «Проект Александра Пантыкина», «Настя», «Отражение», «Агата Кристи», «Новый художественный ансамбль» (Челябинск), «Ассоциация», «Кабинет», «Fun Fun Crisis» (Ганновер), «Вафельный стаканчик», «Каталог», «Биробиджанский музтрест», «Доктор Фауст». Фестиваль окончательно закрепил за Свердловском звание третьей столицы советского рока. Фестивали Свердловского рок-клуба отличались высоким уровнем организации и служили образцом для проведения подобных мероприятий в других городах СССР. 
СРК занимался не только продвижением уральских групп и проведением ежегодных фестивалей. Для обсуждения общих проблем, стоявших перед рок-клубами, в октябре 1987 года в Свердловске прошёл семинар, собравший делегатов из 26 городов СССР. На нём была учреждена Всесоюзная федерация рок-клубов. 18 ноября 1988 года под эгидой СРК прошла масштабная научно-практическая конференция «Рок-музыка как социокультурный феномен». 25-26 февраля 1989 года прошёл региональный фестиваль «Уральский рок», на котором выступили группы из Свердловска, Челябинска, Перми, Уфы. Его лауреатами стали свердловские группы «Агата Кристи», «Апрельский Марш», «Вадик Кукушкин и оркестр» и челябинский «Новый художественный ансамбль».
Велика роль СРК в пропаганде лучших образцов рок-музыки. Он не только знакомил свердловчан с группами из Ленинграда, Москвы, Новосибирска и других городов СССР, но и давал возможность увидеть коллективы из Финляндии, Дании, ФРГ и Великобритании, что для закрытого Свердловска было явлением уникальным. СРК имел собственные издания: машинописные журналы «Свердловское рок-обозрение» (1986-1987) и «Марока» (1987-1988). Газета «ПерекатиПоле» (1988-1990) стала первым типографским периодическим рок-изданием в СССР.  В 1989 году Свердловский рок-клуб и «ПерекатиПоле» вместе с лидером группы «Чайф» Владимиром Шахриным стали учредителями музыкально-экологического движения «Рок Чистой Воды», которое в 1990-1992 годах провело несколько масштабных акций на Волге, Байкале и в зоне Чернобыльской катастрофы.
В 1988 году в стране начали активно действовать концертные кооперативы, давшие возможность лучшим любительским группам зарабатывать своим творчеством. В рок-клубах СССР начался кризис. СРК решил сосредоточиться на нескольких видах деятельности: проведении фестивалей, активной помощи молодым рок-коллективам, издании газеты и методической литературы. Всё это требовало больших средств и исключало самоокупаемость. В 1991 году государственные структуры перестали поддерживать СРК, и рок-клуб закрылся. Последней группой, вступившей в его ряды, стали «Смысловые галлюцинации».
В 1990-х предпринимались неудачные попытки возрождения СРК, но структура, не зарабатывавшая денег, а лишь занимавшаяся организационной и методической помощью музыкантам, была невозможна в условиях рыночной экономики. СРК и входившие в его состав группы оказали огромное влияние на российскую рок-музыку. Свердловский рок-клуб является признанным культурным брэндом Екатеринбурга и Свердловской области.

## Рок-музыка в Екатеринбурге
После закрытия рок-клуба уральские рок-музыканты столкнулись с новыми трудностями. В начале 1990-х идеологических препонов уже не было, но настоящего шоу-бизнеса в Екатеринбурге ещё не существовало. Многие музыканты перебрались в столицы, где было легче добиться успеха. В Санкт-Петербург уехали «Наутилус Помпилиус» и «Настя», в Москву – «Агата Кристи» и «Собаки Качалова». Оставшимся на родине рок-музыкантам пришлось самим строить шоу-бизнес. Владимир Ведерников из группы «Сфинкс» в 1992 году открыл в Екатеринбурге рок-центр «Сфинкс», на 10 лет ставший крупнейшей рок-площадкой региона. Музыканты «Смысловых галлюцинаций» в 1997-м создали клуб «J22». Молодые рок-музыканты Екатеринбурга получили возможность выступать на этих площадках. В городе появилось много студий, помогавших группам записывать новые альбомы.

Благодаря всему этому в начале 2000-х всероссийского успеха добились «Смысловые галлюцинации» и «Чичерина». Немного позже стали популярны далеко за пределами Урала «Курара» и «Сансара». Активно гастролируют по стране «Обе две», «АлоэВера» и другие группы из Екатеринбурга. Многим из них помог добиться известности фестиваль «Старый Новый Рок», проводившийся лидером группы «ТОП»  Евгением Горенбургом в 2000-2020 годах. С 2015-го команда Горенбурга ежегодно организует на десятках площадок Екатеринбурга музыкальный фестиваль «Ural Music Night», активное участие в котором принимают рок-музыканты всех поколений. Их многолетний творческий труд сделал Екатеринбург одной из трёх столиц отечественного рока.   

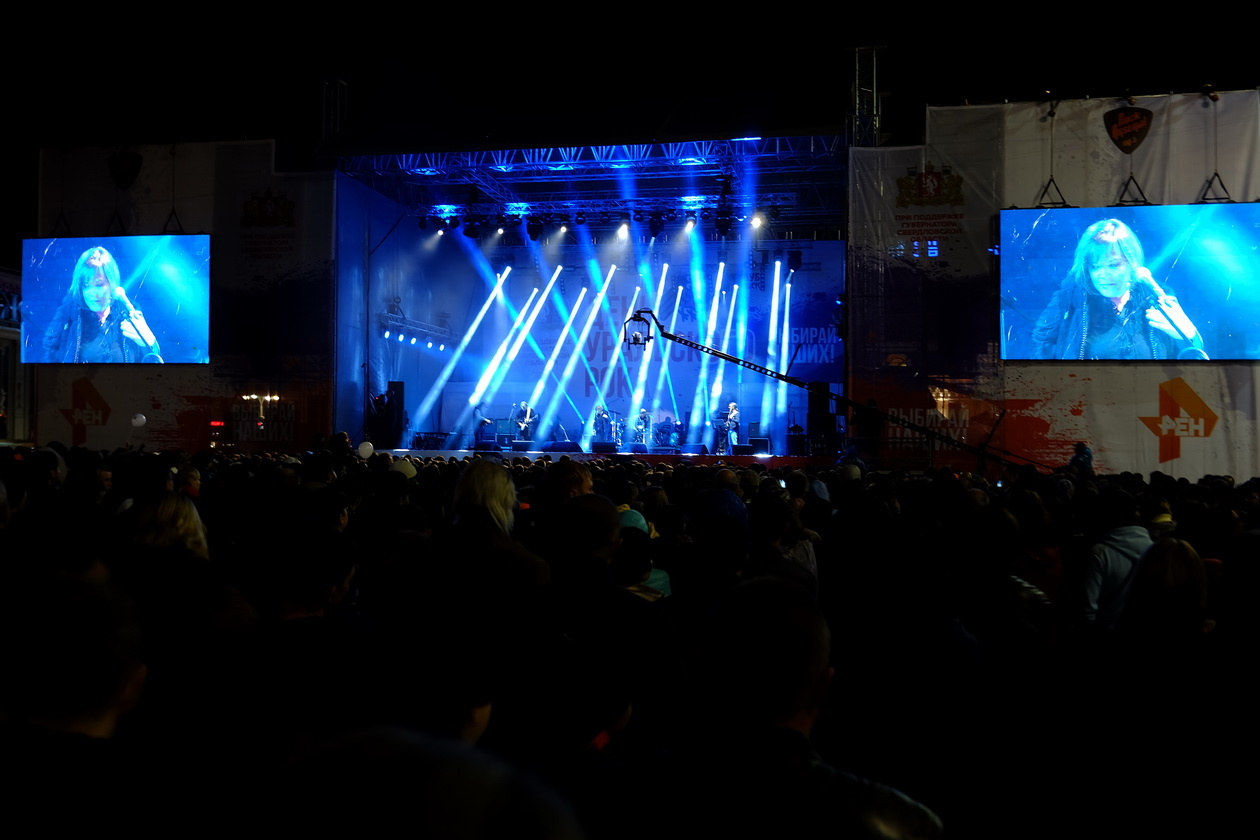
Концерт в день 30-летия Свердловского рок-клуба на Площади 1905 года в Екатеринбурге. На сцене группа «Настя»

## Список рок-групп СРК
Основные участники фестивалей и представители СРК.
| Год создания группы | Название группы                                                           | Год вступления в рок-клуб | Предыдущие названия группы                                                         | Основные участники группы |
| ------------------- | ------------------------------------------------------------------------- | ------------------------- | ---------------------------------------------------------------------------------- | --- |
| 1974                | Отражение                                                                 | 1986                      | «Отражение» с 1978, «Reflection» с 1977, «Альтаир» с 1974                          | С. Кондаков, А. Завада |
| 1985                | Егор Белкин и друзья (Группа Егора Белкина)                               | 1986                      |                                                                                    | Е. Белкин |
| 1978                | Nautilus Pompilius                                                        | 1986                      | «Наутилус Помпилиус» с 1985, «Наутилус» с 1983, «Али-Баба и 40 разбойников» с 1982 | Д. Умецкий, В. Бутусов |
| 1979                | С-34                                                                      | 1986                      | «С-34» (Студия 34) с 1982, «Билет без выигрыша» с 1979                             | С. Пучков, А. Пучков, А. Густов |
| 1986                | Настя                                                                     | 1986                      |                                                                                    | Н. Полева, Е. Белкин |
| 1980                | Каталог                                                                   | 1986                      | «Каталог» с 1986                                                                   | А. Сычёв, А. Мезюха |
| 1980                | Трек                                                                      | 1986                      |                                                                                    | И. Скрипкарь, М. Перов, Е. Димов |
| 1981                | Урфин Джюс                                                                | 1986                      |                                                                                    | А. Пантыкин, Е. Белкин, В. Назимов |
| 1982                | Чайф                                                                      | 1986                      | «Чайф» (Чай-Ф, ЧайФ) с 1985, «Пятна» с примерно 1982                               | В. Шахрин, В. Бегунов, А. Нифантьев, И. Злобин                                                                                        |
| 1983                | Встречное движение                                                        | 1986                      |                                                                                    | В. Махаев, Ю. Хазин, В. Коврижных, Ю. Мишков, А. Доброславин, А. Плясунов                                                             |
| 1985                | Агата Кристи                                                              | 1986                      | «Агата Кристи» с 1987, «ВИА РТФ УПИ» с 1985                                        | В. Самойлов, Г. Самойлов, А. Козлов                                                                                                   |
| 1984                | Степ                                                                      | 1986                      |                                                                                    | Е. Димов, В. Бутусов, Д. Умецкий, Б. Красуцкий, П. Май, С. Степанов, И. Скрипкарь, Д. Шариков                                         |
| 1985                | ВОДОПАД имени Вахтанга Кикабидзе                                          | 1986                      |                                                                                    | С. Лукашин, В. Пахалуев, Ю. Аптекин, Ю. Дёмин, В. Колясников                                                                          |
| 1985                | Кабинет                                                                   | 1986                      | «Кабинет» с 1986, «Скрипкарь и друзья» с 1985                                      | А. Пантыкин, И. Скрипкарь, А. Котов, М. Перов, М. Архипов, А. Гноевых                                                                 |
| 1985                | Сфинкс                                                                    | 1986                      |                                                                                    | С. Подгорбунских, В. Ведерников, И. Овчинников, В. Анчукин, О. Ефимкин (Видео: За музыкантом, Происхождение тепла)                    |
| 1984                | Флаг                                                                      | 1986 январь 1987          |                                                                                    | В. Коровин, С. Курзанов, А. Попов, Л. Шутылев, И. Захаров, А. Тропынин                                                                |
| 1985                | Коктейль                                                                  | 1986                      | «Коктейль» с 1985, «Коктейль-клуб» с 2014                                          | В. Резников, Р. Ахунов, Э. Мифтахов, А. Загидулин                                                                                     |
| 1986                | Апрельский марш                                                           | 1986                      |                                                                                    | М. Симаков, И. Гришенков, Е. Кормильцев                                                                                               |
| 1986                | Кунсткамера                                                               | 1986                      |                                                                                    | Ю. Богатиков, А. Пестов, С. Шестаков, А. Пьянков, А. Пахнутов, С. Краев                                                               |
| 1986                | Ева                                                                       | 1986                      |                                                                                    | Е. Смирнова (Бусыгина), Л. «Любаня» Трифанова, Н. Тетерина, О. Надточий, О. Уфимцева, Л. Каракулова, Н. Зуев                          |
| 1986                | Солярис                                                                   | 1986                      |                                                                                    | В. Кощеев, А. Старостин |
| 1987                | Красный крест                                                             | 1987                      |                                                                                    | А. Богданович, О. Серов, И. Плотников, В. Шариков, В. Келлер, А. Зубрин                                                               |
| 1987                | Ассоциация содействия возвращению заблудшей молодёжи на стезю добродетели | 1987                      |                                                                                    | А. Могилевский, Н. Петров |
| 1987                | Красный Хач                                                               | 1987                      | «Красный Хач» с 1988                                                               | В. Таранта, С. Казаков, Е. Филякин, А. Жуков                                                                                          |
| 1987                | Экипаж                                                                    | 1987                      | «Экипаж» с 1987, «Екатеринбург» с 1989                                             | А. Калганов, К. Бахарев, В. Полищук, К. Николаев                                                                                      |
| 1987                | Вафельный стаканчик                                                       | 1987                      |                                                                                    | И. Перин, С. Корнет, Е. Малышев |
| 1988                | Доктор Фауст                                                              | 1989                      | «Доктор Фауст» с 1988                                                              | Л. Элькин, Е. Писак, М. Агре, М. Поздин, А. Доброславин, Ю. Ковалевский                                                               |
| 1989                | Бит-бардак                                                                | 1989                      |                                                                                    | А. Сальников, В. Бражкин, А. Дементьев, С. Рутенко, Р. Соколов, И. Скуратовский, А. Овчинников, Г. Тарасов, А. Мелкозёров, И. Антонов |
| 1990                | Инсаров                                                                   | 1990                      |                                                                                    | А. Нифантьев, А. Нифантьева, Н. Кузнецов, О. Кудрявцев                                                                                |
| 1990                | Смысловые галлюцинации                                                    | 1990                      |                                                                                    | С. «Буба» Бобунец, В. Бурдин, С. Баранов, А. Колбасов, Д. Шитлин                                                                      |

«Смысловые галлюцинации» стали последней группой, официально вступившей в рок-клуб.